# Alexander Ratner
Alexander Ratner (ca. 1955) is een Duits-Russisch sportbestuurder.

## Levensloop
Ratner werd geboren in Rusland, maar verkreeg later het Duits staatsburgerschap. Hij begon zijn carrière als lid van het organiserend comité van de Olympische Zomerspelen van 1980 te Moskou. Later was hij actief bij het Internationaal Olympisch Comité (IOC). Daarnaast was hij van 1996 tot 2009 vice-voorzitter van de Russische Baseball Federatie en vervolgens van 2009 tot 2017 voorzitter van deze sportfederatie. Alsook vice-voorzitter van de Confederation Européenne du Baseball (CEB) van 2001 tot 2013.
In 2013 werd hij aangesteld als secretaris-generaal van de European Shooting Confederation (ESC). Sinds november 2018 vervulde hij deze functie tevens bij de International Shooting Sport Federation (ISSF). In deze hoedanigheid volgde hij de Duitser Franz Schreiber op.
In oktober 2021 werd hij verkozen als voorzitter van de ESC. Zijn tegenkandidaat was de Italiaan Luciano Rossi. In deze hoedanigheid volgde hij de Rus Vladimir Lisin op als voorzitter. Zelf werd hij als secretaris-generaal van de ESC in april 2022 opgevolgd door zijn landgenote Doris Fischl en bij de ISSF door Willi Grill. Ratner kwam in 2022 in opspraak door zijn openlijke steun aan Lisin.